# La verdad de frente al mundo
La verdad de frente al mundo (La verità di fronte al mondo) è un film documentario del 2006 scritto e diretto da Roberto Di Fede. Realizzato per far conoscere la storia del terrorismo contro Cuba, è stato selezionato al 6° romadocfest - Festival internazionale del documentario di Roma (2007).

## Trama
Cuba, 1959. All'indomani del trionfo della rivoluzione guidata da Fidel Castro, Cuba è oggetto di numerosi attentati terroristici che si verificano fino agli anni 2000. Dall'esplosione della nave “La Coubre” del 1960, agli attentati del 1997 contro le installazione turistiche che causano la morte del giovane italiano Fabio Di Celmo, passando per l'invasione della baia dei Porci, l'attentato contro l'aereo civile della Cubana de Aviación e l'immissione di virus. Le testimonianze delle vittime, degli autori e dei mandanti degli attentati si incrociano in ordine cronologico con i documenti, oggi non più segreti, di diverse autorità governative statunitensi.
La difesa di Cuba passa attraverso l'infiltrazione di agenti negli ambienti terroristici presenti in Florida (USA). Cinque di questi, Antonio Guerrero Rodríguez, Fernando González Llort, Gerardo Hernández Nordelo, Ramón Labañino Salazar e René González Sehwerert, vengono scoperti e arrestati dal F.B.I. nel 1998. Sono tutti condannati dopo un processo conto il quale si esprime il Gruppo di Lavoro dell'ONU sulla detenzione arbitraria. Nel silenzio dei grandi mass media, si sviluppa la battaglia internazionale per la loro liberazione.

## Colonna sonora
Colonna sonora del film, tre poesie scritte in carcere da Antonio Guerrero Rodríguez (La verdad, Sin reverso, Hoy que vuelvo) musicate dagli artisti cubani Enrique Núñez, Vicente Feliú e Aurora de Los Andes.

## Data di uscita
29 marzo 2006.

## Home video
Il DVD del film, un disco, include i seguenti contenuti speciali: interventi di Fidel Castro, Thiago de Mello (poeta brasiliano), Percy Alvarado (già agente della sicurezza cubana) e Hebe de Bonafini (Madres de Plaza de Mayo) realizzati in occasione dell'Incontro internazionale contro il terrorismo per la verità e la giustizia "Esta humanidad tiene ansias de justicia", tenutosi a Cuba il 2-4 giugno 2005.